# Jacotella austriaca
Jacotella austriaca är en kvalsterart som först beskrevs av Rainer Willmann 1935.  Jacotella austriaca ingår i släktet Jacotella och familjen Gymnodamaeidae. Inga underarter finns listade i Catalogue of Life.